# Makaopuhi
Le Makaopuhi, toponyme hawaïen signifiant littéralement en français « œil de l'anguille », est un cratère volcanique des États-Unis situé à Hawaï, sur le flanc oriental du Kīlauea. En 1965, il est affecté par une petite éruption fissurale qui forme un lac de lave dans le cratère en forme de puits qui occupe une partie de son fond. L'étude du refroidissement de ce lac permettra de constituer une masse d'informations inédites pour l'époque et qui sert encore de référence aujourd'hui. Les traces de cette éruption sont néanmoins recouvertes quelques années plus tard par des coulées de lave du Mauna Ulu.

## Géographie
Le Makaopuhi est situé dans l'archipel d'Hawaï, dans le sud-est de l'île du même nom, sur le rift Est du Kīlauea. Il est entouré par le Kāne nui o Hamo au nord, le Nāpau au nord-est, le Puaʻialua à l'est ainsi que le Mauna Ulu et le Puʻu Huluhulu à l'ouest. Administrativement, il fait partie du district de Puna du comté d'Hawaï, dans l'État américain de Hawaï. Il est inclus dans le parc national des volcans d'Hawaï.
De forme allongée dans le sens est-ouest, il présente un fond relativement plat et dépourvu de végétation à l'exception de son tiers oriental. Ses parois dans sa moitié Ouest et ses abords au nord, à l'est et au sud-est sont couverts d'une forêt tropicale, tandis que des coulées de lave l'entourent à l'ouest et au sud-ouest. Son rebord septentrional s'élève au maximum à 817 mètres d'altitude,. Dans le bas d'une de ses parois est présente une masse de lave bleuâtre en forme de lentille qui lui a donné son nom hawaïen signifiant « œil de l'anguille » en français.
Le Nāulu Trail, un sentier de randonnée venant de la Chain of Craters Road au sud, se termine au centre de son rebord méridional en se connectant au Napau Crater Trail, un autre sentier longeant ce rebord du cratère et permet de rejoindre le Nāpau depuis la Chain of Craters Road.

## Histoire

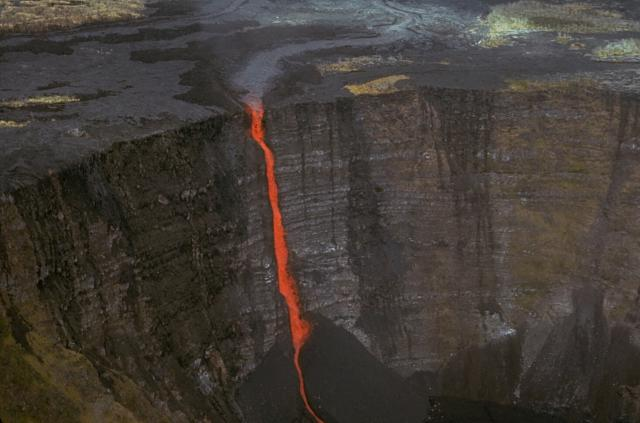
Cascade de lave provenant du Mauna Ulu se déversant dans le Makaopuhi fin 1969.

La dernière éruption du Makaopuhi s'est produite du 28 au 30 mai 1922 en même temps que de la lave jaillissait dans le Nāpau. Cependant, deux autres éruptions ont affecté indirectement ce cratère.
Le 5 mars 1965 à 9 h 21, une fissure volcanique s'ouvre sur le rift Est. Elle s'étire principalement à l'ouest du Makaopuhi jusque dans sa paroi occidentale, au niveau du cratère en forme de puits qui occupe l'extrémité Ouest du fond du Makaopuhi. Des fontaines en jaillissent, se tarissent dans l'après-midi et se réactivent le lendemain dans la matinée. De ces fontaines, la lave dévale la paroi et s'accumule dans le cratère en forme de puits : ce lac de lave mesurera 800 mètres de diamètre pour 84 mètres de profondeur et se trouvera à 210 mètres sous le rebord du Makaopuhi. À la surface de la lave en fusion se met en place une circulation convective de la lave similaire à celle de la tectonique des plaques : une fine croûte solide se forme, se déchire, dérive puis est engloutie à l'intérieur de la masse de lave tandis que des bulles de gaz volcaniques percent la surface. L'éruption se termine le 15 mars et trois jours après, l'étude de ce lac de lave commence une fois que la croûte de lave est suffisamment solide. Au bout d'un mois, un système de transport par câble est installé entre le rebord du Makaopuhi et le centre du lac dans le but de transporter du matériel. Vingt-deux forages sont ainsi entrepris entre le 19 avril 1965 et février 1969. Ils permettent ainsi de mesurer la vitesse de solidification de la lave encore liquide dans le cœur de la masse de lave, la vitesse de refroidissement de la lave solidifiée et les carottes remontées permettent de collecter des échantillons. De l'eau est injectée lorsque le trépan atteint la lave liquide, ce qui la fige instantanément et permet de récupérer du verre volcanique. Certaines injections d'eau ne se passent pas comme prévu et des jets de vapeur d'eau et de sable de verre volcanique remontent en surface. Toutes ces données constituent encore une référence pour l'étude de la solidification d'un lac de lave.
Les traces de cette éruption volcanique sont toutefois recouverts en 1972 et 1973 lorsque de la lave émise par le Mauna Ulu dévale la paroi occidentale du Makaopuhi et vient napper les deux tiers du fond du cratère,,,. C'est au cours de cette éruption, entre 1969 et 1974, que la portion de la Chain of Craters Road longeant le rebord sud-ouest du Makaopuhi est aussi recouverte par la lave,.